# FedEx Cup
FedEx Cup je mistrovská trofej americké golfové turnajové série PGA Tour. Zřízení trofeje bylo oznámeno v listopadu 2005 a poprvé byla udělena v roce 2007. Její zavedení znamenalo, že mužský profesionální golf získal systém play-off. Sponzorem této soutěže je společnost FedEx. 

## Formát soutěže

### Celoroční kvalifikace na play-off
V první části sezóny, tedy v "regulérní sezóně" od října do srpna, získávají hráči PGA Tour body za každý odehraný turnaj. Počet bodů za vítězství v každém turnaji se pohybuje od 250 do 600 v závislosti na kvalitě startovního pole každého turnaje, přičemž typický turnaj uděluje 500 bodů. Méně bodů se uděluje ostatním hráčům, kteří každý turnaj dokončí, a to na základě jejich konečného umístění.
Cílem je být po posledním turnaji základní části mezi 125 nejlepšími bodovanými hráči. Body získávají pouze hráči, kteří jsou pravidelnými členy PGA Tour na plný úvazek. Nečlen, který se k PGA Tour připojí v průběhu sezóny, může získat body již na prvním turnaji, který odehraje po oficiálním vstupu do Tour.
Na konci základní části se 125 nejlepších hráčů účastní play-off. Za vítězství v každém turnaji play-off se uděluje 2000 bodů, což je čtyřnásobek počtu bodů udělovaných za běžný turnaj v základní části. Body získané v turnajích play-off se přičítají k bodům za základní část sezóny a s postupem do play-off se snižuje počet hráčů. Od roku 2013 si 125 nejlepších na bodovém žebříčku FedEx Cupu ponechává turnajovou kartu i pro následující sezónu.

### Závěrečné turnaje – play-off
| Turnaj             | Kvalifikovaní hráči                           | Cut                                                 |
| ------------------ | --------------------------------------------- | --------------------------------------------------- |
| The Northern Trust | Top 125 na žebříčku (po Wyndham Championship) | po 36 jamkách na top 70 hráčů včetně sdílených míst |
| BMW Championship   | Top 70 na žebříčku (po The Northern Trust)    | Žádný                                               |
| Tour Championship  | Top 30 na žebříčku (po BMW Championship)      | Žádný                                               |

Do turnaje Tour Championship se může probojovat pouze 30 nejlepších hráčů po turnaji BMW Championship. Pokud se hráč mezi 30 nejlepšími z jakéhokoli důvodu nezúčastní Tour Championship, nebude nahrazen.

### Odměna za vítězství a za umístění
Od roku 2019 vyhrává hráč s nejvyšším počtem bodů po Tour Championship i FedEx Cup a 15 milionů dolarů z celkového bonusového fondu 70 milionů dolarů. Druhý v pořadí získá 5 milionů dolarů, třetí místo 4 miliony dolarů, čtvrté místo 3 miliony dolarů, páté místo 2,5 milionu dolarů a tak dále až po 70 000 dolarů za 126. až 150. místo. Počínaje sezónou 2013 získají hráči, kteří nejsou osvobozeni od poplatků a skončí ve FedEx Cupu na 126. až 150. místě, podmíněný status na PGA Tour, ale mohou se pokusit vylepšit své přednostní pořadí prostřednictvím Korn Ferry Tour Finals. Dříve se podmíněný status získával prostřednictvím money listu. 

## Vítězové
| Rok  | Hráč              | Země                   | Body    | Výsl. náskok | Turnaje | Výher | Umístění před play-off | Body před play-off | Turnaje před play-off |
| ---- | ----------------- | ---------------------- | ------- | ------------ | ------- | ----- | ---------------------- | ------------------ | --------------------- |
| 2024 | Scottie Scheffler | Spojené státy americké | –30     | 4            | 3       | 1     | 1                      | 6 615              | 18                    |
| 2023 | Vikyor Hovland    | Norsko                 | –27     | 5            | 3       | 2     | 7                      | 1 795              | 20                    |
| 2022 | Rory McIlroy (3)  | Severní Irsko          | –21     | 1            | 3       | 1     | 6                      | 2 104              | 13                    |
| 2021 | Patrick Cantlay   | Spojené státy americké | -21     | 1            | 3       | 2     | 3                      | 2 056              | 21                    |
| 2020 | Dustin Johnson    | Spojené státy americké | −21     | 3            | 3       | 2     | 15                     | 1 071              | 11                    |
| 2019 | Rory McIlroy (2)  | Severní Irsko          | −18     | 4            | 3       | 1     | 5                      | 2 842              | 18                    |
| 2018 | Justin Rose       | Anglie                 | 2,260   | 41           | 4       | 0     | 4                      | 1 991              | 14                    |
| 2017 | Justin Thomas     | Spojené státy americké | 3,000   | 660          | 4       | 1     | 2                      | 2 689              | 21                    |
| 2016 | Rory McIlroy      | Severní Irsko          | 3,120   | 740          | 4       | 2     | 36                     | 973                | 14                    |
| 2015 | Jordan Spieth     | Spojené státy americké | 3,800   | 1 493        | 4       | 1     | 1                      | 4 169              | 21                    |
| 2014 | Billy Horschel    | Spojené státy americké | 4,750   | 1 650        | 4       | 2     | 69                     | 722                | 23                    |
| 2013 | Henrik Stenson    | Švédsko                | 4,750   | 2 007        | 4       | 2     | 9                      | 1 426              | 14                    |
| 2012 | Brandt Snedeker   | Spojené státy americké | 4,100   | 1 273        | 4       | 1     | 19                     | 1 194              | 18                    |
| 2011 | Bill Haas         | Spojené státy americké | 2,760   | 15           | 4       | 1     | 15                     | 1 273              | 22                    |
| 2010 | Jim Furyk         | Spojené státy americké | 2,980   | 252          | 3       | 1     | 3                      | 1 691              | 18                    |
| 2009 | Tiger Woods (2)   | Spojené státy americké | 4,000   | 1 080        | 4       | 1     | 1                      | 3 341              | 13                    |
| 2008 | Vijay Singh       | Fidži                  | 125,101 | 551          | 4       | 2     | 7                      | 15 034             | 19                    |
| 2007 | Tiger Woods       | Spojené státy americké | 123,033 | 12 578       | 3       | 2     | 1                      | 30 574             | 13                    |